# Broadwas
Broadwas est une paroisse civile et un village du Worcestershire, en Angleterre.